# Seven Ranges Terminus

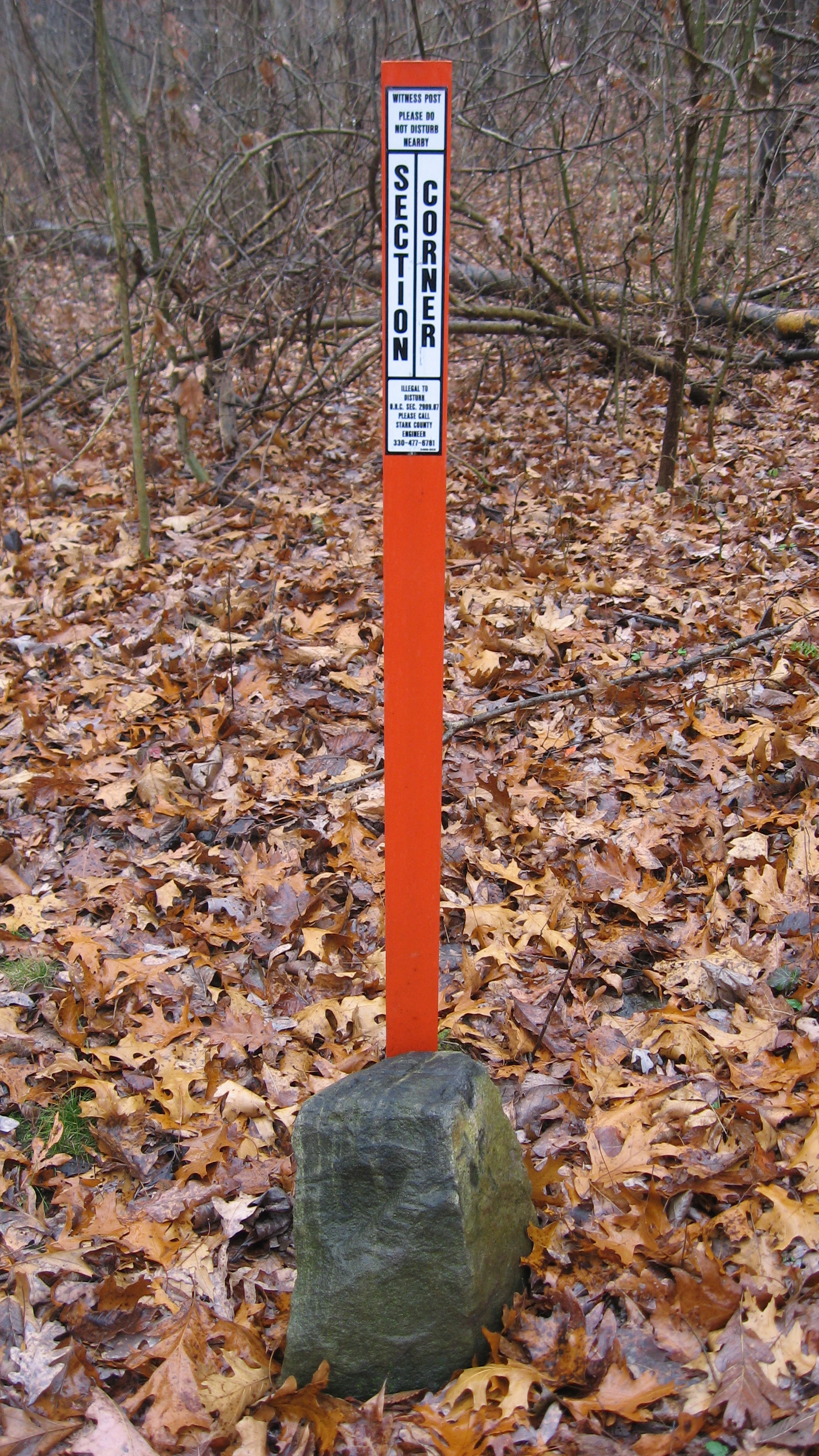
Der Vermessungsstein mit einer modernen Vermessungsmarkierung

Koordinaten: 40° 39′ 7″ N, 81° 19′ 5″ W
Seven Ranges Terminus ist ein steinerner Vermessungspunkt in der Nähe von Magnolia im US-Bundesstaat Ohio, mit dem der erste Schritt bei der Erschließung, dem Verkauf und der Besiedlung des Landes nordwestlich des Ohio River gemacht wurde. Bei dieser Vermessung wurde das erste Mal der rechtwinklige Plan bei der Unterteilung des Landes angewandt.

## Geschichte
Nach dem Sieg im Amerikanischen Unabhängigkeitskrieg erhielten die Vereinigten Staaten im Vertrag von Paris das Land nördlich des Ohio River, südlich der Großen Seen und östlich des Mississippi River zugesprochen; dieses war als Northwest Territory bekannt. Der Kongress der Vereinigten Staaten beschloss den Land Ordinance of 1785 als Methode für die Vermessung, den Verkauf und die Besiedlung dieses Gebietes. Die Verordnung legte die Methode fest, nach der das zu vermessende Land mittels eines Gitters quadratischer Survey Townships mit einer Kantenlänge von sechs Meilen (rund 9,6 km) eingeteilt wurde. Diese Quadrate wurden in vertikale Reihen geordnet, die als “ranges” bezeichnet wurden. Die ersten ranges wurden abgemessen von einem Längengrad entlang der Westgrenze von Pennsylvania. Die Townships jeder range wurden vermessen von einer in Ost-West-Richtung verlaufenden Basislinie. Aus diesem Verfahren entstand die Technik, die im Public Land Survey System verwendet wurde.
Die 1785 erlassene Verordnung beauftragte Thomas Hutchins, den damaligen Geographer of the United States, die ersten Vermessungen persönlich zu überwachen. Sie gab ihm die Anweisung, einen Point of Beginning am Nordufer des Ohio River festzulegen, wo dieser Pennsylvania verlässt. Von dort aus war die Basislinie entsprechend der Breite von sieben ranges in einer Länge von 42 Meilen (rund 68 km) festzulegen, die sogenannte „Geographer’s Line“, und darauf aufbauend Nord-Süd-Linien zu vermessen, um die Seiten der range festzulegen und schließlich die Südgrenze der so ermittelten Township zu bestimmen. Nachdem jeweils die sieben ranges vervollständigt waren, musste Hutchins den Parzellierungsplan an die Bundesregierung der Vereinigten Staaten zurückgeben, damit diese das Gebiet anpreisen und verkaufen konnte.
Hutchins begann gemeinsam mit vom Kongress bestimmten Landvermessern aus zehn Bundesstaaten 1785 mit der Vermessung der Geographer’s Line. 1785 musste er jedoch nach wenigen Meilen seine Arbeit beenden, weil Indianer Probleme bereiteten. 1786 nahm Hutchins unter Inanspruchnahme des Schutzes von Soldaten aus Fort Steuben die Arbeit wieder auf. Im September 1786 platzierte Hutchins einen steinernen Katastervermessungspunkt am westlichen Rand der siebten range auf der Geographer’s Line. Dieser Punkt wurde später als Seven Ranges Terminus bekannt. Nachdem einige Jahre später die Vermessung der ersten sieben ranges abgeschlossen war, wurde dieser Vermessungsabschnitt als Seven Ranges oder auch unter der Bezeichnung Old Seven Ranges bekannt.

## Der Vermessungsstein

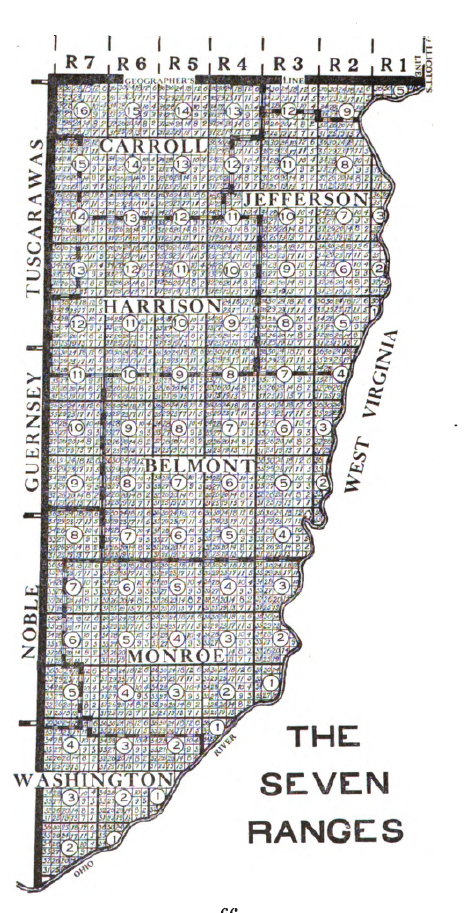
Der Seven Ranges Terminus liegt an der nordwestlichen Ecke des Vermessungsabschnittes in Ohio

Der Vermessungspunkt liegt an der Ecke von vier Townships, drei Countys und drei Vermessungsabschnitten:
- Rose Township, Carroll County, Township 16, Range 7 der Old Seven Ranges
- Sandy Township, Stark County, Township 17, Range 7 der Congress Lands North of Old Seven Ranges
- Pike Township, Stark County, Township 8, Range 8 der Congress Lands North of Old Seven Ranges
- Sandy Township, Tuscarawas County, Township 10, Range 1 des United States Military District

Der Vermessungspunkt ist Eigentum der Bundesregierung, ist jedoch von Land im Privatbesitz umgeben. Er befindet sich etwa 88 m westlich einer öffentlichen Straße.
Der Katastermarkierungsstein ist aus Granit. Er ist quadratisch, misst diagonal sechs Zoll (rund 15 cm) und ragt etwa 30 cm über den Boden hinaus, doch ein großer Teil des Steines liegt in der Erde.
Der Seven Ranges Terminus wurde am 12. August 1976 in das National Register of Historic Places aufgenommen, weil er mit der historischen Bedeutung von Thomas Hutchins in Verbindung steht.

## Belege
1. ↑  The Official Ohio Lands Book. (PDF) Auditor of State of Ohio, S. 10–12, abgerufen am 10. Juli 2012 (englisch).
2. ↑  William E. Peters: Ohio Lands and Their Subdivisions. W.E. Peters, 1918, S. 65–68 (google.com).
3. ↑  H.J. Eckley, W.T. Perry: History of Carroll and Harrison Counties. The Lewis Publishing Co, 1921, S. 239 (heritagepursuit.com).
4. ↑  Rose Township History. (PDF) S. 3, abgerufen am 10. Juli 2012 (englisch).
5. ↑  Archivierte Kopie (Memento des Originals vom 29. September 2012 im Internet Archive)  Info: Der Archivlink wurde automatisch eingesetzt und noch nicht geprüft. Bitte prüfe Original- und Archivlink gemäß Anleitung und entferne dann diesen Hinweis., Ohio Historical Society
6. ↑  National Register Information System. In: National Register of Historic Places. National Park Service, abgerufen am 13. März 2009 (englisch).